# Wang Jiao
Wang Jiao, född den 20 januari 1988 i Shenyang, Kina, är en kinesisk brottare som tog OS-guld i tungviktsbrottning i damklassen 2008 i Peking. 